# Productos Fernández
Productos Fernández S.A., conocida por su acrónimo PF o PF Alimentos, es una empresa chilena productora de alimentos. Su casa matriz está ubicada en la ciudad de Talca, capital de la Región del Maule, en la cual están ubicadas sus cinco plantas industriales, que en conjunto suman más de 50000 metros cuadrados. En aquellas instalaciones, aparte de los 500 trabajadores que operan en las oficinas regionales, trabajan más de 3600 colaboradores, quienes elaboran anualmente sobre 40000 toneladas de productos.

## Historia
Fundada en Talca, Chile en 1903 por Manuel Fernández, se destacó desde sus inicios por la producción de cecinas, recetas originarias de Ponferrada (España).
En 2010 amplió su oferta de productos incluyendo jamones, arrollados, pizzas, platos preparados, vegetales congelados, compotas, lácteos y elaborados cárnicos.

## Directorio
Para 2024, el directorio está compuesto por:
- Manuel Arturo Fernández Godoy (Presidente)
- Esperanza Fernández Miranda
- María Carolina Chacón Fernández
- Claudio Fernández Urcelay
- Manuel Fernández Vargas

## Marcas
- Cecinas PF
- Frutillar
- La Española
- Mister Veggie
- Naturell
- PF Listo!
- Receta del Abuelo

## Sucursales
La empresa posee 16 sucursales a lo largo de Chile, desde Arica a Punta Arenas. La casa matriz se encuentra en la ciudad de Talca, en calle 11 Oriente 1470.

## Cultura popular

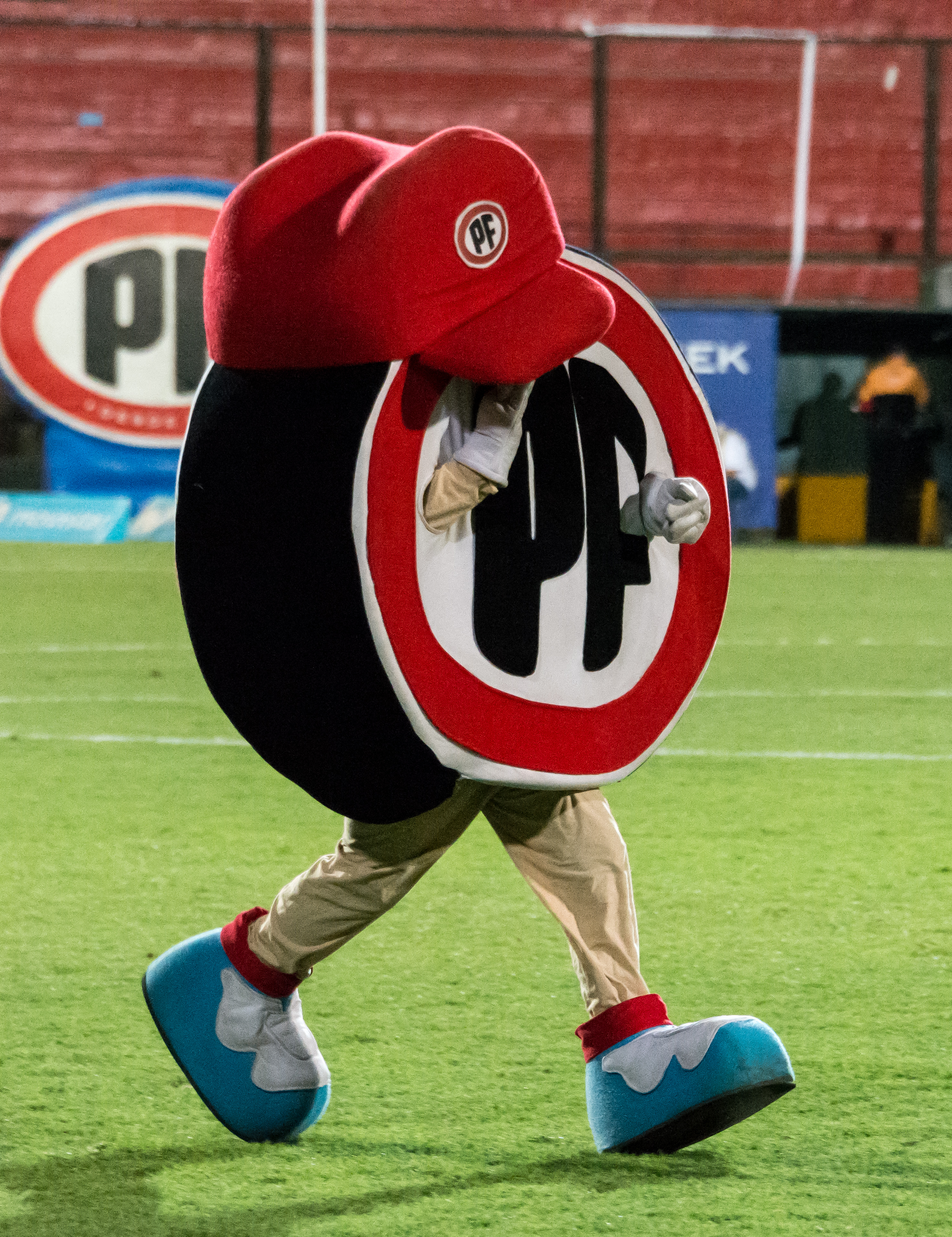
Mascota oficial de PF en el partido de fútbol de Unión Española versus Deportes Iquique en 2020.

La empresa posee una mascota oficial que recibe el nombre popular de "Señor PF" y recurrentemente se presenta en el descanso de partidos de fútbol de la Primera y Primera B de Chile. 
Además, desde 1977 es el patrocinador principal del equipo de su ciudad matriz, Rangers de Talca, teniendo hasta hoy el récord del patrocinio en la camiseta más antiguo en la historia del fútbol. En Talca existe la leyenda urbana de que el propio fundador de la empresa, Manuel Fernández, dejó en su testamento que PF nunca dejara de apoyar a Rangers.